# Yasoda tripunctata
Yasoda tripunctata is een vlinder uit de familie van de Lycaenidae. De wetenschappelijke naam van de soort is voor het eerst geldig gepubliceerd in 1863 door Hewitson.